# Болница на невинните
Болницата на невинните (на италиански: Ospedale degli Innocenti; на тоскански диалект: Spedale degli Innocenti), е настоящ художествен музей и бивш приют и болница за изоставени деца във Флоренция.
Сградата е проектирана от Филипо Брунелески, на когото проектът е възложен през 1419 г. Основната част на конструкцията се състои от 9 лоджии с изглед към Piazza SS. Annunziata.
Построена и управлявана от гилдията Arte della Seta – сред най-богатите във Флоренция през онзи период, тази сграда е забележителен пример на ранната ренесансова архитектура в Италия. Характерно за гилдията, финансирала проекта, е нейната силна ангажираност с обществени и благотворителни дейности.
Днес в сградата се помещава малък музей на ренесансовото изкуство.